# Franziskanerkloster Nenagh

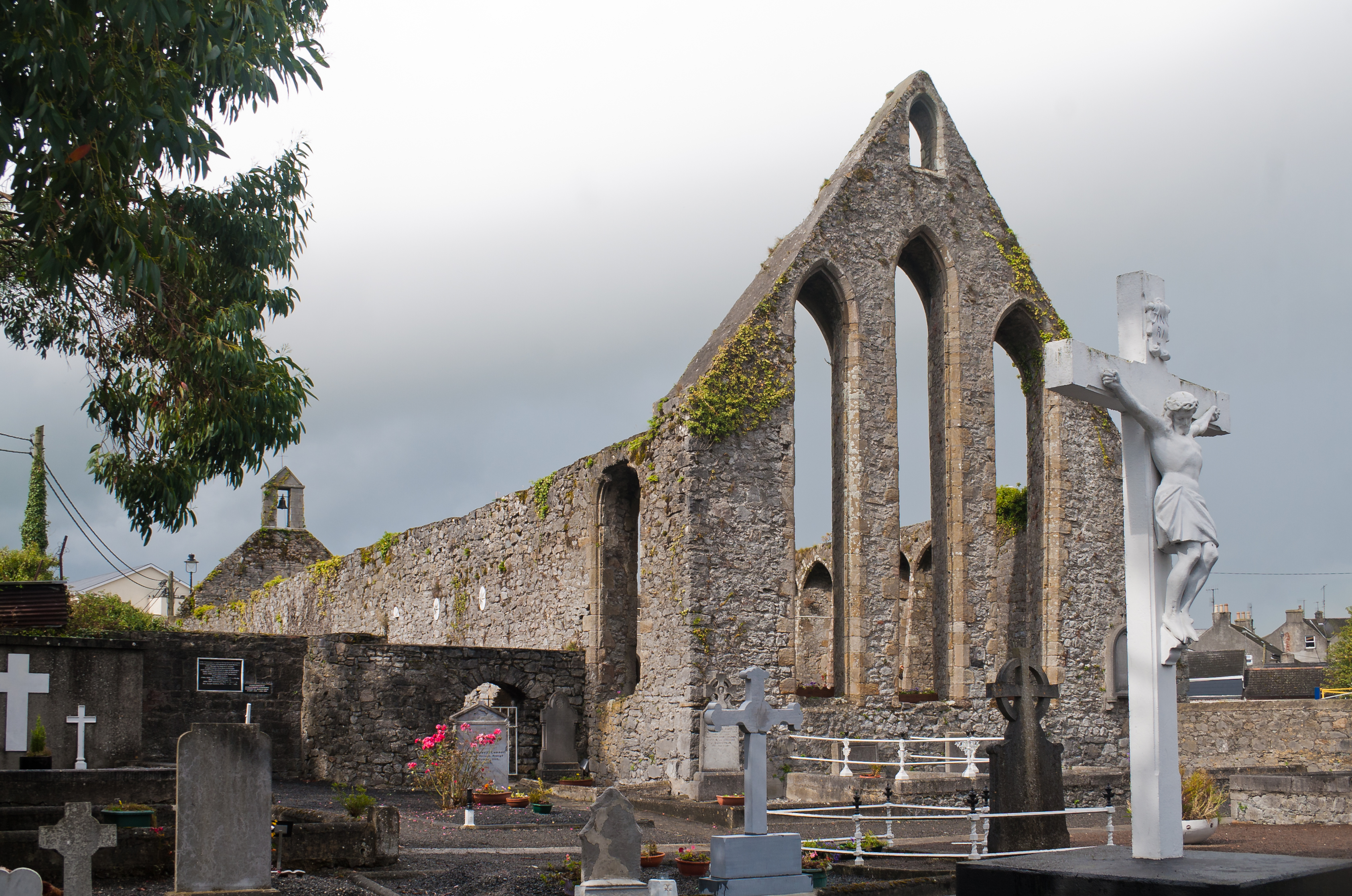
Südostansicht des Klosters mit den drei Lanzettfenstern im Ostgiebel

Das Franziskanerkloster Nenagh (irisch Mainistir an Aonaigh, englisch Nenagh Friary) wurde um 1250 als ein Haus der Franziskaner in Nenagh in Irland gegründet. Als Gründer wird der Bischof Domnall Uí Chennétig († 1252) der Diözese Killaloe vermutet. Das Kloster wurde um 1550 aufgehoben und fiel 1587 an Robert Collum. 1632 ließen sich Observanten im Kloster nieder, die sich mit Unterbrechungen bis 1766 halten konnten.

## Geschichte
Die genauen Gründungsumstände sind ungeklärt. In einem genealogischen Werk zitiert Richard Francis Cronnelly einen nicht näher identifizierten Eintrag „aus den Annalen“, datiert auf das Jahr 1254, der „O’Kennedy, Lord of Ormond“ als Gründer nennt. Die Uí Chennétigs (anglisiert: O’Kennedys) waren seit spätestens 1159 die Herrscher von Urmuma (anglisiert: Ormond), einer kleinen Region (trícha cét) im Norden des County Tipperary, das ursprünglich bis nach Nenagh reichte und durch die Uí Chennétigs weiter nach Süden expandiert wurde. Nach der englischen Invasion gelang es Theobald Butler um 1200, die Region zu erobern. Er gründete die Stadt Nenagh und in der Nähe ein Hospital des Kreuzherrenordens. Sein gleichnamiger Sohn errichtete um 1217 eine Burg. All dies würde eher die Familie Butler als Gründer des Franziskanerklosters nahelegen. Es war aber keineswegs so, dass die Uí Chennétigs aus dem Land gedrängt waren oder kein Land mehr besaßen. Stattdessen konnte der Umgang miteinander durchaus freundlich und respektvoll sein, solange es nicht zu offenen kriegerischen Auseinandersetzungen kam. Und hier nutzten die Uí Chennétigs offenbar die Gelegenheit, ein sichtbares Zeichen zu setzen, indem sie in ca. 300 m Entfernung zur Burg der Butlers auf dem ihnen gehörenden Land ein Haus der Franziskaner gründeten.
Die erste urkundliche Erwähnung des Klosters findet sich für 1291, als Nikolaus IV. einen Ablassbrief erließ. Die Serie der elf Lanzettfenster in der Nordwand des Chors und die drei Lanzettfenster im Ostgiebel bestätigen jedoch, dass der Bau Mitte des 13. Jahrhunderts entstand.
Zu den besonderen Privilegien der Franziskaner in Irland gehörte es, dass sie bereits 1230 eine eigene Ordensprovinz erhielten und sich nicht wie die Dominikaner einer Provinz mit einem Hauptsitz in England unterordnen mussten. Die irische Provinz wurde wie anderswo in Kustodien unterteilt, die jeweils von einem Kustos geleitet wurden, der die volle Autorität über alle ihm unterstehenden Häuser hatte. Er konnte die Guardians, die die einzelnen Häuser leiteten, bestellen und abberufen. Von ihm wurde erwartet, dass er jedes der ihm unterstehenden Häuser mindestens einmal im Jahr visitierte. Nenagh wird bereits erwähnt in der ältesten erhaltenen Liste der irischen Kustodien mit ihren Klöstern, die auf etwa 1263 bis 1270 datiert wird.
Seit der Invasion von 1169 gab es in Irland Klöster, die von den Invasoren gegründet worden sind, und solche, die auf Gründungen der ursprünglichen irischen Herrscherfamilien zurückgingen. Während das bei den Zisterziensern zu erheblichen Spannungen zwischen den Klöstern mit unterschiedlichen Loyalitäten führte, unterblieb dies zu Beginn bei den Franziskanern und den Dominikanern in Irland, was sicherlich auf die Ideale der Mendikantenbewegung und auf das Geschick der ersten beiden franziskanischen Provinziale zurückzuführen war. Das war bedeutsam für Nenagh, da es durch die Gründung irisch geprägt war, aber unmittelbar im Herrschaftsbereich der Butlers lag. Durch die im Mai 1315 beginnende Invasion des aus Schottland kommenden Edward Bruce, der die Schotten und die Iren gegen England zu verbünden suchte, kam es jedoch zu einer zunehmenden Polarisierung, die auch die Mendikantenorden nicht unberührt ließ, als einige irische Franziskaner die Invasoren unterstützten und es zur Brandschatzung des englischen Franziskanerklosters in Dundalk durch die schottischen Truppen kam. Zwar kam Edward Bruce bereits im Oktober 1318 in der Schlacht bei Faughart um, aber das zugenommene Misstrauen blieb dennoch, u. a. weil der Dominikaner John Pembridge in der nachfolgenden Hungersnot eine gerechte Strafe für die während der Invasion begangenen Verbrechen sah. Es kam zu einer durch Johannes XXII. angeordneten Untersuchung und Visitation, in deren Folge sich die englische Seite durchsetzte. Die Kommission empfahl dabei, dass Nenagh zu den Klöstern gehöre, bei denen alle irischen Brüder zu einem anderen Kloster wechseln mussten. Hier regte sich offenbar erheblicher Widerstand, so dass im Verlauf des folgenden Monats die Kommission ihren Vorschlag überarbeitete. Am Ende entstand dabei eine neue irisch geprägte Kustodie Nenagh, zu der die ihr untergeordneten Häuser in Athlone, Ennis, Claregalway, Armagh, Killeigh, Galway und später auch Cavan gehörten. 1344 wurde in Nenagh eine provinziale Synode ausgerichtet.
Seit der Mitte des 14. Jahrhunderts hatten sich die Herrschaftsverhältnisse in Nenagh geändert, da die Uí Chennétigs Urmuma wieder uneingeschränkt kontrollierten. Wie einige andere Häuser war Nenagh von der Reformation um 1540 noch nicht unmittelbar betroffen, weil die englische Regierungsgewalt nicht soweit vordrang. Dies gelang erst in der elisabethanischen Periode nach 1548, als die Brüder gewaltsam vertrieben wurden und das Kloster zur Ruine wurde. 1587 fiel das Kloster an Robert Collum, der dafür eine jährliche Pacht entrichten musste. 1632 ließen sich observante Franziskaner in dem Kloster nieder. Nach Informationen der irischen Franziskaner wurden diese zwar wenig später während der Rückeroberung Cromwells vertrieben, sie konnten aber wenig später zurückkehren und sich bis 1766 halten. Danach waren nur noch einzelne Franziskaner in der Region tätig. Der letzte davon war Patrick Harty, der 1817 verstarb.

## Architektur

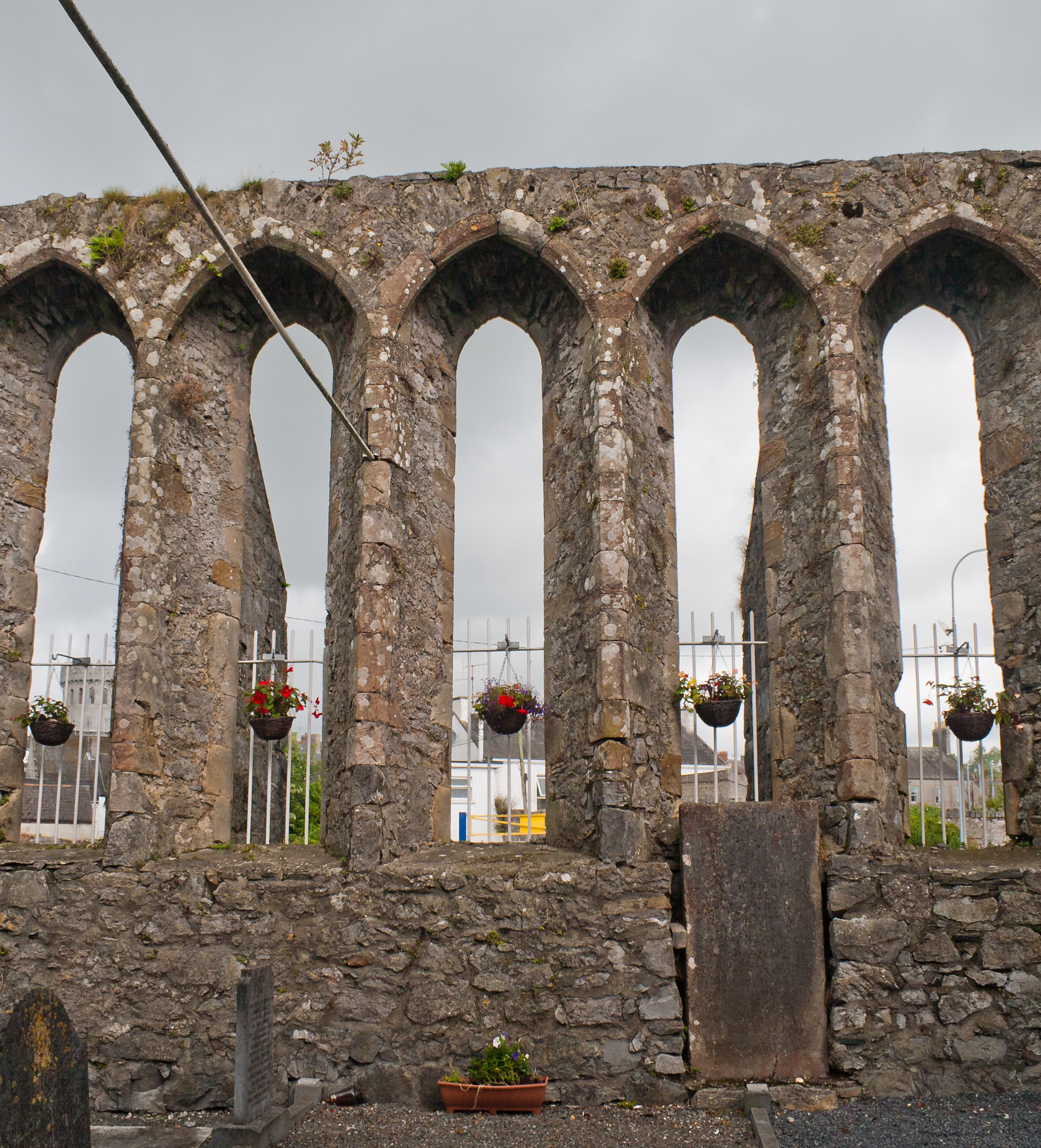
Die Nordwand des Chors wird durch eine Serie von Lanzettfenstern dominiert

Erhalten ist ein einziger langer Raum mit Ost-West-Ausrichtung und den Außenmaßen 10 m × 45,3 m, wobei die Wände eine Dicke von 1,18 m haben. Diese Dimensionierungen sind vergleichbar zu Claregalway und Kilconnell. Dies orientiert sich an den Bedürfnissen einer Kirche, die für Predigten ausgerichtet ist, bei denen der Prediger von möglichst vielen Leuten gehört und gesehen werden soll. Der Chorbereich wird ähnlich wie diejenigen von Ardfert, Buttevant oder Castledermot durch eine lange Serie an Lanzettfenstern in der Nordwand dominiert. Diese Gestaltung wurde ganz offenbar von Klöstern der Augustiner-Chorherren wie beispielsweise in Athassel übernommen. Leask zählt hier insgesamt 11 Fenster in der Nordwand des Chors, Farelly nennt 15 und fügt hinzu, dass es ursprünglich wohl 16 gewesen seien. Möglicherweise wurden hier die Lanzettfenster im Ostgiebel und das einzelne Lanzettfenster in der Südwand mitgezählt. Im 15. Jahrhundert wurde der Torbogen im Westgiebel verändert; der Glockengiebel an dem gleichen Giebel scheint der gleichen Zeitperiode zu entstammen. Die nicht mehr erhaltene Sakristei lag an der Südwand des Chors und hatte die Maße 10,3 m × 3,75 m (letzteres in Ost-West-Richtung). Der nicht mehr erhaltene Klostergarten mit den umliegenden Wohn- und Wirtschaftsgebäuden lag wohl auf der Südseite der Klosterkirche.